# 鹿島市立浜小学校
鹿島市立浜小学校（かしましりつ はましょうがっこう）は佐賀県鹿島市浜町にある市立小学校。

## 概要
歴史
1875年（明治8年）に創立。数回の改組・改称を経て、現校名になったのは1954年（昭和29年）。2025年（令和7年）に創立150年を迎える。
校章
星を背景にして、中央に校名である「浜」の文字を置いている。
校歌
作詞は橋本野酔、作曲は陶山聰による。歌詞は3番まであり、各番の歌詞中に校名の「浜」が登場する。
通学区域
住所表記で「鹿島市」の後に「新方、湯ノ峰、庄金、南舟津、野畠、北舟津、中町、八宿、浜新町」が続く地域。
中学校区は鹿島市立東部中学校。

## 沿革
- 1873年（明治6年）11月1日 -  新町の幽照寺において教育を開始。
- 1874年（明治7年）- 佐賀の乱により、一時廃校を余儀なくされる。
- 1875年（明治8年）2月 - 校舎を新町に新築。古枝村の光明寺に分校を設置。
- 1878年（明治11年）3月 -「八本木小学校」（下等・上等小学校）と改称。
- 1880年（明治13年）6月 - 「浜小学校」と改称。上古枝に古枝分校を設置。
- 1883年（明治16年）4月 - 初等・中等・高等科を併置。和田分校を設置。
- 1886年（明治19年）- 小学校令の施行により、「尋常浜小学校」（尋常科4年）と改称。
- 1888年（明治21年）5月10日 - 高等科を併置の上、「高等尋常浜小学校」（尋常科4年・高等科4年）と改称。
  - 古枝分校が分離の上、尋常古枝小学校として独立。
- 1889年（明治22年）8月 - 高等科を廃止し、「尋常浜小学校」（尋常科4年）に改称。
- 1895年（明治28年）5月15日 - 「浜尋常小学校」と改称。和田分校を廃止。
- 1897年（明治30年）9月30日 - 第一棟新校舎が完成。古枝分校の新校舎も完成。
- 1908年（明治41年）4月1日 - 小学校令の改正により、義務教育年限（尋常科の修業年限）が4年から6年に延長されたため、尋常科5年を新設。
- 1909年（明治42年）
  - 4月1日 - 尋常科6年が新設される。同時に高等科が併置され、「浜尋常高等小学校」（尋常科6年・高等科2年）と改称。
  - 8月 - 尋常科5・6年および高等科の新設により、教室が手狭になったため、新校舎第二棟が完成。
- 1923年（大正12年）4月 - 新校舎第三棟が完成。
- 1928年（昭和3年）4月18日 - 講堂と2教室が完成。
- 1933年（昭和8年）5月24日 - 浜町教育後援会が創立される。
- 1941年（昭和16年）4月1日 - 国民学校令の施行により、「浜町国民学校」に改称。尋常科を初等科に改める（初等科6年・高等科2年）。
- 1947年（昭和22年）
  - 4月1日 - 学制改革が行われる。
    - 国民学校の初等科が「浜町立浜小学校」に改組される。
    - 国民学校の高等科は青年学校の普通科とともに、新制中学校「浜町立浜中学校[2]」に改組される。

  - 4月6日 - 特殊学校を設置。
- 1952年（昭和27年）11月23日 - 敷地内の墓地を移転。
- 1953年（昭和28年）6月18日 - 新校舎第一・二棟が完成。運動場を拡張。
- 1954年（昭和29年）4月1日 - 鹿島市の発足により、「鹿島市立浜小学校」（現校名）に改称。
- 1970年（昭和45年）
  - 2月 - 新校舎が完成。その後、約2ヶ月をかけて、旧校舎（三・四・五棟）および講堂を解体。
  - 7月21日 - プールが完成。
  - 10月16日 - 体育館が完成。
- 1973年（昭和48年）7月 - ひまわり学級を開設。
- 1976年（昭和51年）2月23日 - 創立100周年記念式典を挙行。
- 1982年（昭和57年）3月 - 鍋島直彬の書「修道」を修復の上、校長室入口に掲示。
- 1985年（昭和60年）
  - 6月12日 - 木造校舎の解体を開始。
  - 12月25日 - 新校舎が完成。
- 1986年（昭和61年）3月24日 - 校舎増改築落成記念式典を挙行。
- 1988年（昭和63年）2月 - 学校園花壇が完成。
- 1989年（平成元年）
  - 5月 - 別館前に学校園を増設。
  - 8月 - 体育館の大改修工事が完了。
- 1994年（平成6年）3月 - 生活科ハウスが完成。
- 1997年（平成9年）- 北校舎の大規模改修工事が完了。
- 1998年（平成10年）
  - 1月 - 玄関前のロータリーを撤去。
  - 9月 - 屋外トイレを新設。
- 2010年（平成22年）
  - 8月 - まなびの教室が完成。
  - 11月 - 伊能忠敬来鹿100百年記念プレイベントが行われる。
- 2012年（平成24年）10月 - 伊能忠敬来鹿200百年記念事業が鹿島市民会館にて行われる。
- 2016年（平成28年）
  - 3月 - 放課後児童クラブ児童増のため、生活科室の改修工事が完了。
  - 6月 - 千葉県香取市の児童との交流会を実施。

## 交通
最寄りの鉄道駅
- JR九州 長崎本線「肥前浜駅」

最寄りのバス停留所
- 祐徳バス「浜駅前」バス停

最寄りの幹線道路
- 国道207号 「肥前浜駅前」・「浜小学校前」交差点

## 周辺
- 浜郵便局
- 浜川